# Chá (Bóveda)
Chá (en gallego y oficialmente, A Chá) es un lugar del municipio de Bóveda, en la provincia de Lugo, España. Pertenece a la parroquia de Teilán.
Se encuentra a 401 metros de altitud, junto a la línea de ferrocarril León-La Coruña. En 2022 tenía una población de 9 habitantes, 3 hombres y 6 mujeres.